# Доње Ратково (Рибник)
Доње Ратково је мјесто у општини Рибник, Република Српска, БиХ. Доње Ратково је било највеће српско село у пријератној општини Кључ.

## Географија
Доње Ратково се састоји од већег броја мањих села која су удаљена од центра села: 0,4 км до Салаковаца, 0,7 км до Гуслова, 1,0 км до Гњатовића, 2,7 км до Матијашевића, 1,4 км до Медара, 1,1 км до Врањеша, 1,5 км до Бегића, 1,3 км до Глишића, 1,8 км до Тополовића, 1,8 км до Јошића, 2,2 км до Крагљевића, 2,3 км до Кнежевића, 1,9 км до Сирара, 1,9 км до Мишковића, 2,4 км до Бајића, 2,9 км до Кљутића, 2,5 км до Чавића, 2,3 км до Подова, 2,6 км до Мејића, 2,5 км до Јошића, 3,3 км до Драгојловића, 3,6 км до Ђукића, 2,7 км до Мачкића, 3,0 км до Чунгара, 3,9 км до Ратића, 3,1 км до Стражица, 3,5 км до Вујиновића, 3,1 км до Куриџе, 3,3 км до Волаша и 4,1 км до Дакићи.

## Историја
Послије напада Оружаних снага Републике Хрватске и Армије РБиХ 18. септембра 1995, током рата у БиХ, већи дио становништва је емигрирао у западне земље или се раселио по Републици Српској и Србији. Село је до темеља спаљено, опљачкано и опустошено. Послије рата живот се полако враћа у поједина мјеста, углавном повратком старијих особа.

## Становништво
| Националност       | 2013. | 1991. | 1981. | 1971. | 1961. |
| Срби               | 112   | 1.066 | 1.389 | 1.749 | 1.198 |
| Југословени        |       | 1     | 28    |       |       |
| Муслимани          |       |       | 1     |       |       |
| Хрвати             |       |       |       | 1     |       |
| остали и непознато |       | 1     | 4     | 16    | 3     |
| Укупно             | 112   | 1.068 | 1.422 | 1.766 | 1.201 |

| Демографија | Демографија | Демографија |
| Година      | Становника  | Становника  |
| ----------- | ----------- | ----------- |
| 1961.       | 1.201       |             |
| 1971.       | 1.766       |             |
| 1981.       | 1.422       |             |
| 1991.       | 1.068       |             |